# مجید داستان
مجید داستان (متولد ۱۵ دی ۱۳۷۷ در نیر) کشتی‌گیر آزادکار ، ورزشکار تیم ملی ایران است.
از افتخارات وی می‌توان به کسب مدال برنز بازی‌های همبستگی کشورهای اسلامی اشاره کرد.

## فعالیت حرفه‌ای ورزشی

### بازی‌های همبستگی اسلامی ۲۰۲۱
در وزن ۶۱  کیلوگرم مجید داستان در دور نخست با نتیجه ۱۰ بر صفر آونه دیاتا از سنگال را مغلوب کرد. وی در دور بعد با نتیجه ۹ بر ۴ میرنظر بیک بولات اولو از قرقیزستان را از پیش رو برداشت و راهی مرحله نیمه نهایی شد. داستان در این دیدار با نتیجه ۱۰ بر صفر مغلوب اسلام بازرگانوف از جمهوری آذربایجان شد و به دیدار رده‌بندی رفت. وی در این دیدار با نتیجه ۶ بر ۳ محمد بلال از پاکستان را مغلوب کرد و به مدال برنز دست یافت.